# Olivia Palermo
Olivia Palermo (sinh ngày 28 tháng 2 năm 1986) là một diễn viên, người mẫu người Mỹ gốc Ý, nổi tiếng với vai trò một socialite và đặc biệt sau bộ phim truyền hình thực tế The City. Olivia từng xuất hiện trên nhiều bìa tạp chí nổi tiếng như Elle Mexico, Tatler, Asos Magazine, Marie Claire UK.

## Phong cách
Olivia Palermo luôn nằm trong danh sách những cô gái thời thượng nhất được giới thời trang săn đón và ngưỡng mộ. Nhiều người ví cô như nhân vật Blair Waldorf trong Gossip Girl ở hình ảnh một cô gái giàu có sống ở khu thượng lưu New York điển hình, tính cách khá kiêu kì và luôn yêu thích phong cách quý tộc sang trọng với một chút biến tấu hiện đại.
Cô được nhiều người chú ý đó chính là khuôn mặt xinh đẹp, tính cách kiêu kì mà còn ở cách ăn mặc sành điệu thời trang. Olivia Palermo từng công tác trong thế giới thời trang một thời gian dài. Cô từng làm PR cho hãng Diane Von Furstenberg và phụ trách mảng phụ kiện của tạp chí Elle.
Olivia Palermo luôn khiến người đối diện phải ngẩn ngơ vì sự tinh tế và duyên dáng của mình. Cho dù đó là bộ cánh đắt tiền hay trang phục bình dân thì ở Olivia vẫn toát lên sức cuốn hút kỳ lạ. Điều làm nên sức hút đó chính là sự khéo léo của cô nàng trong việc ghép nối trang phục và sự lựa chọn phụ kiện thông minh. Cô cho rằng: 
| “                | Phong cách của tôi vẫn không thay đổi từ khi tôi được biết đến nhiều hơn, nhưng sự nhạy bén với thời trang thì có. Bạn không thể mặc như khi 18 khi bạn đã 25 tuổi. Không phải tôi luôn thay tủ đồ của mình, nhưng chắc chắn tôi cũng có vài sự điều chỉnh. Vấn đề là bạn phải biết kết hợp mọi thứ với nhau để trang phục lại mới và thú vị hơn | ” |
| — Olivia Palermo | |   |